# Corea del Norte en los Juegos Olímpicos de Londres 2012
Corea del Norte estuvo representada en los Juegos Olímpicos de Londres 2012 por un total de 52 deportistas, 15 hombres y 37 mujeres, que compitieron en 11 deportes.
El portador de la bandera en la ceremonia de apertura fue el atleta Pak Song-Chol.

## Medallistas
El equipo olímpico norcoreano obtuvo las siguientes medallas:
| Nombre         | Deporte      | Competición |
| -------------- | ------------ | ----------- |
| Oro            |              |             |
| Rim Jong-Sim   | Halterofilia | 69 kg F     |
| Om Yun-Chol    | Halterofilia | 56 kg M     |
| Kim Un-Guk     | Halterofilia | 62 kg M     |
| An Kum-Ae      | Judo         | –52 kg F    |
| Plata          |              |             |
| —              |              |             |
| Bronce         |              |             |
| Ryang Chun-Hwa | Halterofilia | 48 kg F     |
| Kim Myong-Hyok | Halterofilia | 69 kg M     |
| Yang Kyong-Il  | Lucha libre  | 55 kg M     |